# Ralf Bartels
Ralf Bartels (Stavenhagen, Mecklemburgo-Pomerânia Ocidental, 21 de fevereiro de 1978) é um atleta alemão, especialista em arremesso de peso, em cuja especialidade foi campeão europeu em 2006.